# Big Time Rush/Episodenliste

Logo zur Serie

Diese Episodenliste enthält alle Episoden der US-amerikanischen Jugendserie Big Time Rush, sortiert nach der US-amerikanischen Erstausstrahlung. Die Fernsehserie umfasst vier Staffeln mit 74 Episoden.

## Übersicht
| Staffel | Episodenanzahl | Erstausstrahlung USA | Erstausstrahlung USA | Deutschsprachige Erstausstrahlung | Deutschsprachige Erstausstrahlung |
| Staffel | Episodenanzahl | Staffelpremiere      | Staffelfinale        | Staffelpremiere                   | Staffelfinale                     |
| ------- | -------------- | -------------------- | -------------------- | --------------------------------- | --------------------------------- |
| 1       | 20             | 28. November 2009    | 20. August 2010      | 24. April 2010                    | 12. Dezember 2010                 |
| 2       | 29             | 25. September 2010   | 28. Januar 2012      | 6. Februar 2011                   | 10. November 2012                 |
| 3       | 12             | 12. Mai 2012         | 10. November 2012    | 17. November 2012                 | 30. Oktober 2013                  |
| 4       | 13             | 2. Mai 2013          | 25. Juli 2013        | 27. September 2013                | 15. November 2013                 |

## Staffel 1
Die Erstausstrahlung der ersten Staffel war vom 28. November 2009 bis zum 20. August 2010 auf dem US-amerikanischen Sender Nickelodeon zu sehen. Die deutschsprachige Erstausstrahlung sendete der Free-TV-Sender Nickelodeon vom 24. April bis 12. Dezember 2010.
| Nr. (ges.) | Nr. (St.) | Deutscher Titel             | Originaltitel             | Erstausstrahlung USA | Deutschsprachige Erstausstrahlung (D/A/CH) | Regie                | Drehbuch                    | Zuschauer (USA) | Prod. Code |
| --- | --------- | --------------------------- | ------------------------- | -------------------- | ------------------------------------------ | -------------------- | --------------------------- | --------------- | ---------- |
| 1–2 | 1–2       | Big Time – Casting          | Big Time Audition         | 28. Nov. 2009        | 24. Apr. 2010                              | Savage Steve Holland | Scott Fellows               | 3,5 Mio.        | 101–102    |
| Vier beste Freunde aus Minnesota bekommen die Chance ihres Lebens und arbeiten mit Megamusikproduzent Gustavo Rocque zusammen! Gaststar: Nicole Scherzinger als sie selbst    |           |                             |                           |                      |                                            |                      |                             |                 |            |
| 3 | 3         | Big Time – School of Rocque | Big Time School of Rocque | 18. Jan. 2010        | 30. Mai 2010                               | Savage Steve Holland | David Schiff                | 6,8 Mio.        | 104        |
| Die Jungs hassen die Schule, an die Gustavo sie schicken will und schrecken vor nichts zurück, um direkt in Palm Woods an die Schule zu kommen!                               |           |                             |                           |                      |                                            |                      |                             |                 |            |
| 4 | 4         | Big Time – Neue Bude        | Big Time Crib             | 22. Jan. 2010        | 6. Juni 2010                               | David Kendall        | Scott Fellows               | –               | 103        |
| Die Jungs polieren ihr langweiliges Apartment auf und statten es völlig neu aus mit Videospielen, Schnickschnack und ja, sogar mit einer Rutschbahn!                          |           |                             |                           |                      |                                            |                      |                             |                 |            |
| 5 | 5         | Big Time – Bad Boy          | Big Time Bad Boy          | 29. Jan. 2010        | 13. Juni 2010                              | Joe Menendez         | Lazar Saric                 | –               | 105        |
| Griffin, der Boss von Rocque Records, engagiert ihnen einen "Bad Boy" für die Band, doch die Jungs verbünden sich gegen ihn, um ihn wieder loszuwerden!                       |           |                             |                           |                      |                                            |                      |                             |                 |            |
| 6 | 6         | Big Time – Verliebt         | Big Time Love Song        | 5. Feb. 2010         | 20. Juni 2010                              | Jon Rosenbaum        | Scott Fellows               | 3,7 Mio.        | 106        |
| Gustavo hat Probleme, einen Lovesong zu schreiben, aber die Jungs nutzen ihre eigenen Erfahrungen mit gebrochenen Herzen und erschaffen so ihren nächsten Hit!                |           |                             |                           |                      |                                            |                      |                             |                 |            |
| 7 | 7         | Big Time – Villa            | Big Time Mansion          | 12. Feb. 2010        | 27. Juni 2010                              | Joe Menendez         | Jed Spingarn                | –               | 107        |
| Die Jungs sollen auf Gustavos Villa aufpassen und ruinieren zwangsläufig alles, was sich in ihr befindet!                                                                     |           |                             |                           |                      |                                            |                      |                             |                 |            |
| 8 | 8         | Big Time – Foto             | Big Time Photo Shoot      | 26. Feb. 2010        | 4. Juli 2010                               | Jonathan Judge       | Ron Holsey                  | –               | 108        |
| Der Fototermin findet von Big Time Rush findet bei Griffin und seinen fürchterlichen Ideen statt!                                                                             |           |                             |                           |                      |                                            |                      |                             |                 |            |
| 9 | 9         | Big Time – Auszeit          | Big Time Break            | 5. März 2010         | 11. Juli 2010                              | Paul Lazarus         | Lazar Saric                 | 3,9 Mio.        | 109        |
| Die Jungs beschließen, dass sie eine Auszeit voneinander brauchen, gehen los und jeder macht so seine eigenen "Sachen".                                                       |           |                             |                           |                      |                                            |                      |                             |                 |            |
| 10 | 10        | Big Time – Fast halb da     | Big Time Demos            | 19. März 2010        | 18. Juli 2010                              | Henry Chan           | Scott Fellows               | –               | 110        |
| Die Jungs treffen die verwöhnte Teenagertochter von Griffin und machen alles, was sie sagt – schließlich könnte sie der Schlüssel zu ihrer Musikkarriere sein.                |           |                             |                           |                      |                                            |                      |                             |                 |            |
| 11 | 11        | Big Time – Partyspaß        | Big Time Party            | 2. Apr. 2010         | 25. Juli 2010                              | Jon Rosenbaum        | Dave Schiff                 | –               | 111        |
| Als Gustavo die Jungs nicht zu seiner Studioparty einlädt, organisieren sie selbst ein kleines Zusammentreffen, aber die Dinge laufen total aus dem Ruder!                    |           |                             |                           |                      |                                            |                      |                             |                 |            |
| 12 | 12        | Big Time – Schadensersatz   | Big Time Jobs             | 16. Apr. 2010        | 7. Nov. 2010                               | David Kendall        | Ron Holsey                  | –               | 113        |
| Die Jungs müssen Jobs annehmen,um ihre Schulden bei Gustavo abzuzahlen. |           |                             |                           |                      |                                            |                      |                             |                 |            |
| 13 | 13        | Big Time – Blogger          | Big Time Blogger          | 23. Apr. 2010        | 21. Nov. 2010                              | Savage Steve Holland | Dave Schiff                 | –               | 116        |
| Die Jungs tun alles, um dem einflussreichsten Internet-Blogger Hollywoods zu beweisen, dass er sich täuscht, wenn er sie für totale Schwindler hält!                          |           |                             |                           |                      |                                            |                      |                             |                 |            |
| 14 | 14        | Big Time – Horror           | Big Time Terror           | 8. Mai 2010          | 31. Okt. 2010                              | Savage Steve Holland | Scott Fellows               | 4,0 Mio.        | 114        |
| Gustavo zieht bei den Jungs ein, nachdem seine Villa überflutet wurde! Und in der Zwischenzeit treibt ein Geist sein Unwesen in Palm Woods.                                   |           |                             |                           |                      |                                            |                      |                             |                 |            |
| 15 | 15        | Big Time – Schulparty       | Big Time Dance            | 4. Juni 2010         | 14. Nov. 2010                              | Fred Savage          | Lazar Saric                 | 4,7 Mio.        | 115        |
| Die Boys sind nicht nur für die Organisation der Schulparty verantwortlich, sie sollen auch selbst auftreten. Schaffen sie es rechtzeitig ihren Gig auf die Beine zu stellen? |           |                             |                           |                      |                                            |                      |                             |                 |            |
| 16 | 16        | Big Time – Duett            | Big Time Sparks           | 18. Juni 2010        | 5. Dez. 2010                               | Stewart Schill       | Jed Spingarn                | –               | 117        |
| Jordin Sparks ist für ein paar Tage in Palm Woods und die Jungs stoßen sie versehentlich in einen Wunschbrunnen! Gaststar: Jordin Sparks als sie selbst                       |           |                             |                           |                      |                                            |                      |                             |                 |            |
| 17 | 17        | Big Time – Hollywood-Fieber | Big Time Fever            | 26. Juni 2010        | 24. Okt. 2010                              | Jonathan Judge       | Jed Spingarn                | –               | 112        |
| James, Carlos und Logan sind im "Hollywood-Fieber" und drehen total ab. Jetzt ist es an Kendall, eine wirksame Therapie zu finden!                                            |           |                             |                           |                      |                                            |                      |                             |                 |            |
| 18 | 18        | Big Time – Musikvideo       | Big Time Video            | 31. Juli 2010        | 11. Dez. 2010                              | Jonathan Judge       | Ron Holsey                  | –               | 118        |
| Die Jungs haben Camille und einer ganzen Horde anderer eine Rolle in ihrem ersten Musikvideo versprochen. Aber Gustavo lehnt das kategorisch ab!                              |           |                             |                           |                      |                                            |                      |                             |                 |            |
| 19–20 | 19–20     | Big Time – Konzert          | Big Time Concert          | 20. Aug. 2010        | 12. Dez. 2010                              | Savage Steve Holland | Scott Fellows & Lazar Saric | –               | 119–120    |
| Als Griffin plötzlich Album-Release und Konzerttour absagt, machen sich die Jungs auf den Nachhauseweg nach Minnesota. Wird Gustavo Big Time Rush retten können?              |           |                             |                           |                      |                                            |                      |                             |                 |            |

## Staffel 2
Die Erstausstrahlung der zweiten Staffel war vom 25. September 2010 bis zum 28. Januar 2012 auf dem US-amerikanischen Sender Nickelodeon zu sehen. Die deutschsprachige Erstausstrahlung sendete der Free-TV-Sender Nickelodeon vom 6. Februar 2011 bis zum 10. November 2012.
| Nr. (ges.) | Nr. (St.) | Deutscher Titel                  | Originaltitel          | Erstausstrahlung USA | Deutschsprachige Erstausstrahlung (D/A/CH) | Regie                | Drehbuch                                                    | Zuschauer (USA) | Prod. Code |
| --- | --------- | -------------------------------- | ---------------------- | -------------------- | ------------------------------------------ | -------------------- | ----------------------------------------------------------- | --------------- | ---------- |
| 21 | 1         | Willkommen zurück, Big Time Rush | Welcome Back, Big Time | 25. Sep. 2010        | 13. Feb. 2011                              | Scott Fellows        | Scott Fellows                                               | 4,0 Mio.        | 201        |
| Nach der Tour scheint in L.A. nichts mehr so sein, wie es war: Jo flirtet mit einem Typen, neue Leute hängen am Pool rum und haufenweise Arbeit für die Schule.                                             |           |                                  |                        |                      |                                            |                      |                                                             |                 |            |
| 22 | 2         | Big Time – Fans                  | Big Time Fans          | 1. Okt. 2010         | 20. Feb. 2011                              | Jonathan Judge       | Lazar Saric                                                 | –               | 202        |
| Die Band bekommt Besuch von einem Riesen-Tollpatsch und James hat es mit einem schwierigen Fan zu tun, der sich als regelrechter Stalker entpuppt.                                                          |           |                                  |                        |                      |                                            |                      |                                                             |                 |            |
| 23 | 3         | Big Time – Freundinnen           | Big Time Girlfriends   | 11. Okt. 2010        | 6. Feb. 2011                               | Stewart Schill       | Jed Spingarn                                                | 4,9 Mio.        | 203        |
| James und Camille küssen sich plötzlich und Gustavo versucht Carlos mit seiner ersten Freundin zu verkuppeln, während Kendalls und Jos Terminplan so hektisch ist, dass kaum gemeinsame Zeit herausspringt. |           |                                  |                        |                      |                                            |                      |                                                             |                 |            |
| 24 | 4         | Big Time – Frühstücksfernsehen   | Big Time Live          | 15. Okt. 2010        | 27. Feb. 2011                              | Mort Nathan          | Mark Fellows & Keith Wagner                                 | 3,1 Mio.        | 204        |
| Der erste TV-Auftritt der Jungs steht an. Doch es sieht ganz so aus, als würden sie von der Gästeliste gedrängt!                                                                                            |           |                                  |                        |                      |                                            |                      |                                                             |                 |            |
| 25 | 5         | Big Time – Halloween             | Big Time Halloween     | 22. Okt. 2010        | 29. Juli 2011                              | Paul Lazarus         | Jessica Gao                                                 | 3,1 Mio.        | 205        |
| Die Halloween-Party im Palm Woodsylvania bringt die die monströsen Charaktere der Band ans Licht. |           |                                  |                        |                      |                                            |                      |                                                             |                 |            |
| 26 | 6         | Big Time – Schummler             | Big Time Sneakers      | 5. Nov. 2010         | 6. März 2011                               | Johnathan Judge      | Scott Fellows                                               | 2,8 Mio.        | 206        |
| Jos PR-Manager möchte der Presse weismachen, dass sie eine Beziehung mit ihrem Co-Star hat. Also müssen sie und Kendall sich heimlich treffen.                                                              |           |                                  |                        |                      |                                            |                      |                                                             |                 |            |
| 27 | 7         | Big Time – Streiche              | Big Time Pranks        | 19. Nov. 2010        | 13. März 2011                              | Savage Steve Holland | Lazar Saric                                                 | 3,8 Mio.        | 207        |
| Gesucht wird der „König des Schabernacks“ – und zwar am alljährlichen Streiche-Tag. Nur entwickelt der sich dieses Mal zu einem Schabernack-Krieg zwischen Jungs und Mädchen.                               |           |                                  |                        |                      |                                            |                      |                                                             |                 |            |
| 28–29 | 8–9       | Big Time – Weihnachten           | Big Time Christmas     | 4. Dez. 2010         | 3. Dez. 2011                               | Savage Steve Holland | Mark Fellows & Keith Wagner (Teil 1) Scott Fellows (Teil 2) | 5,0 Mio.        | 209–210    |
| Gaststars: Miranda Cosgrove als sie selbst und Snoop Dogg als er selbst |           |                                  |                        |                      |                                            |                      |                                                             |                 |            |
| 30 | 10        | Big Time – Guru                  | Big Time Guru          | 8. Jan. 2011         | 17. Apr. 2011                              | Jonathan Judge       | Jed Spingarn                                                | 3,8 Mio.        | 208        |
| 31 | 11        | Big Time – Doppel-Date           | Big Time Crush         | 5. Feb. 2011         | 5. Juni 2011                               | Carlos Gonzalez      | Lazar Saric                                                 | 3,9 Mio.        | 212        |
| 32–33 | 12–13     | Big Time – Strandparty           | Big Time Beach Party   | 21. Feb. 2011        | 25. Juni 2011                              | Savage Steve Holland | Jed Spingarn & Jessica Gao                                  | 4,2 Mio.        | 214–215    |
| Gaststars: Russell Brand als er selbst und Tom Kenny als Patchy |           |                                  |                        |                      |                                            |                      |                                                             |                 |            |
| 34 | 14        | Big Time – Songschreiber         | Big Time Songwriters   | 5. März 2011         | 12. Juni 2011                              | Jonathan Judge       | Jessica Gao                                                 | –               | 211        |
| 35 | 15        | Big Time – Hautnah               | Big Time Reality       | 26. März 2011        | 5. Nov. 2011                               | Jonathan Judge       | Mark Fellows & Keith Wagner                                 | –               | 216        |
| 36 | 16        | Big Time – Girl Group            | Big Time Girl Group    | 9. Apr. 2011         | 19. Juni 2011                              | Jon Rosenbaum        | Scott Fellows                                               | 5,7 Mio.        | 213        |
| Gaststar: Cymphonique Miller als Kat |           |                                  |                        |                      |                                            |                      |                                                             |                 |            |
| 37 | 17        | Big Time – Voll Grün             | Green Time Rush        | 22. Apr. 2011        | 17. Dez. 2011                              | Savage Steve Holland | Jessica Gao                                                 | 3,5 Mio.        | 219        |
| 38 | 18        | Big Time Muttertag               | Big Time Moms          | 7. Mai 2011          | 12. Nov. 2011                              | Savage Steve Holland | Scott Fellows                                               | –               | 217        |
| 39 | 19        | Big Time Abschlussball-König     | Big Time Prom Kings    | 21. Mai 2011         | 1. Apr. 2012                               | Scott Fellows        | Scott Fellows                                               | 3,8 Mio.        | 221        |
| 40 | 20        | Big Time Trennung                | Big Time Break-Up      | 25. Juni 2011        | 10. Dez. 2011                              | Stewart Schill       | Lazar Saric                                                 | 3,6 Mio.        | 218        |
| 41 | 21        | Big Time Single                  | Big Time Single        | 23. Juli 2011        | 13. Okt. 2012                              | Savage Steve Holland | Mark Fellows & Keith Wagner                                 | –               | 225        |
| 42 | 22        | Big Time Hochzeit                | Big Time Wedding       | 20. Aug. 2011        | 19. Mai 2012                               | Stewart Schill       | Jed Spingarn                                                | –               | 220        |
| 43 | 23        | Big Time Rocker                  | Big Time Rocker        | 24. Sep. 2011        | 9. Juni 2012                               | Carlos Gonzalez      | Jessica Gao                                                 | –               | 223        |
| 44 | 24        | Big Time Streik                  | Big Time Strike        | 10. Okt. 2011        | 16. Juni 2012                              | Jonathan Judge       | Lazar Saric                                                 | 2,5 Mio.        | 224        |
| 45 | 25        | Big Time Gewinnspiel             | Big Time Contest       | 15. Okt. 2011        | 2. Juni 2012                               | Joe Menendez         | Mark Fellows & Keith Wagner                                 | –               | 222        |
| 46 | 26        | Big Time Superhelden             | Big Time Superheroes   | 29. Okt. 2011        | 20. Okt. 2012                              | Savage Steve Holland | Scott Fellows                                               | –               | 226        |
| 47 | 27        | Big Time Geheimnisse             | Big Time Secret        | 5. Nov. 2011         | 27. Okt. 2012                              | Jonathan Judge       | Scott Fellows & Dan Serafin                                 | –               | 227        |
| Gaststar: Elizabeth Gillies als Heather Fox |           |                                  |                        |                      |                                            |                      |                                                             |                 |            |
| 48 | 28        | Big Time Interview               | Big Time Interview     | 19. Nov. 2011        | 10. Nov. 2012                              | Savage Steve Holland | Jessica Gao, Mark Fellows & Keith Wagner                    | –               | 229        |
| 49 | 29        | Big Time Auszug                  | Big Time Move          | 28. Jan. 2012        | 3. Nov. 2012                               | Savage Steve Holland | Lazar Saric                                                 | –               | 228        |

## Film
| Nr. (ges.) | Nr. (St.) | Deutscher Titel | Originaltitel  | Erstausstrahlung USA | Deutschsprachige Erstausstrahlung (D) |
| ---------- | --------- | --------------- | -------------- | -------------------- | ------------------------------------- |
| —          | —         | Big Time Movie  | Big Time Movie | 10. März 2012        | 22. Sep. 2012                         |

## Staffel 3
Die Erstausstrahlung der dritten Staffel war vom 12. Mai bis zum 10. November 2012 auf dem US-amerikanischen Sender Nickelodeon zu sehen. Die deutschsprachige Erstausstrahlung erfolgt seit dem 17. November 2012 auf Nickelodeon.
| Nr. (ges.) | Nr. (St.) | Deutscher Titel                 | Originaltitel        | Erstausstrahlung USA | Deutschsprachige Erstausstrahlung (D/A/CH) | Regie           | Drehbuch                    | Zuschauer (USA) | Prod. Code |
| --- | --------- | ------------------------------- | -------------------- | -------------------- | ------------------------------------------ | --------------- | --------------------------- | --------------- | ---------- |
| 50 | 1         | Big Time – Backstage            | Backstage Rush       | 12. Mai 2012         | 17. Nov. 2012                              | Stewart Schill  | Scott Fellows               | –               | 301        |
| Big Time Rush ist auf der letzten Station ihrer Tour in Toronto, Kanada. Die Jungs wollen unbedingt einen Rekord brechen, indem sie ihre Kleidung schnell wechseln. Katie hilft Carlos dabei, eine Grille zu verstecken, die er illegal aus Frankreich ausgeführt hat. Kelly versucht Gustavo mitzuteilen, dass die Bühne einen Konstruktionsmangel aufweist, der für die Band gefährlich werden könnte. |           |                                 |                      |                      |                                            |                 |                             |                 |            |
| 51 | 2         | Big Time – Zurück in L.A.       | Big Time Returns     | 25. Juni 2012        | 1. Dez. 2012                               | Scott Fellows   | Scott Fellows               | –               | 302        |
| Big Time Rush kehrt nach der Welttournee zurück zum Palm Woods. Logan und Camille warten beide darauf, dass der andere den ersten Schritt zur Begrüßung macht. |           |                                 |                      |                      |                                            |                 |                             |                 |            |
| 52 | 3         | Big Time – In Bel Air           | Bel Air Rush         | 2. Juli 2012         | 18. Jan. 2013                              | David Kendall   | Mark Fellows & Keith Wagner | –               | 303        |
| Entnervt von den vielen Paparazzi zieht Big Time Rush nach Bel Air, was als eine Gated Community dargestellt wird. Doch sie müssen schnell feststellen, dass es dort ohne ihre Freunde langweilig ist und die strikten Regeln, die die Nachbarschaftswache durchsetzt, sie stark einschränken. Einzig Katie gefällt es dort, denn sie verkauft Limonade zu überteuerten Preisen an die wohlhabenden Nachbarn. Gustavo versucht vergeblich, vom Wachmann hereingelassen zu werden, trotz dass er das Haus bezahlt, und beschließt, die Jungs herauszuholen, die erleichtert mitkommen. Gaststars: Rachel Crow als Winnie und Alfonso Ribeiro als Captain McAllister                                                                                                |           |                                 |                      |                      |                                            |                 |                             |                 |            |
| 53 | 4         | Big Time – Dates                | Big Time Double Date | 9. Juli 2012         | 25. Jan. 2013                              | Joe Menendez    | Jed Spingarn                | –               | 304        |
| Kendall geht mit seiner neuen Freundin Lucy (Malese Jow) und deren Eltern zum Abendessen. Doch ihre Eltern wissen nichts von ihrer Rock-Karriere, glauben stattdessen, sie mache klassische Musik. Logan geht mit Lindsey, mit der er viele Interessen teilt, zu einem Doppeldate mit Camille, die zusammen mit Jett erscheint. James und Katie helfen Carlos bei seinem Date mit Jennifer, der jedoch nichts davon mitbekommen soll, Gustavo will auf seinen Blutdruck achten und entspannt Essen gehen. Doch alle essen im selben französischen Restaurant, und treffen aufeinander, woraufhin Lucys Eltern die Wahrheit erfahren und Logan sich mit Camille versöhnt.                                                                                          |           |                                 |                      |                      |                                            |                 |                             |                 |            |
| 54 | 5         | Big Time – Fanartikel           | Big Time Merchandise | 16. Juli 2012        | 1. Feb. 2013                               | Carlos Gonzalez | Jed Spingarn                | –               | 305        |
| Griffin präsentiert Action-Figuren von Big Time Rush, doch die Jungs mögen diese nicht und wollen seine Pläne, sie in einer großen Supermarktkette zu verkaufen, durchkreuzen. Statt der Action-Figuren werden nun Treehats, Mützen mit aufgeklebten Blättern oder Zweigen zur Tarnung, verkauft. |           |                                 |                      |                      |                                            |                 |                             |                 |            |
| 55 | 6         | Big Time – Überraschung         | Big Time Surprise    | 22. Sep. 2012        | 8. Feb. 2013                               | Julian Petrillo | Scott Fellows               | 2,9 Mio.        | 306        |
| Kendall möchte Lucy um ein Date bitten, bis ihr Exfreund Beau erscheint, der sich mit ihr versöhnen möchte. Kurz darauf sieht Kendall Beau, wie er ein anderes Mädchen küsst. Mithilfe von James, Jett und Camille will er das auch dokumentieren, da Lucy ihm nicht glaubt, Beau dann aber verlässt, nachdem sie es selbst sieht. Kendalls und Lucys erster Kuss wird von seiner Exfreundin Jo beobachtet. |           |                                 |                      |                      |                                            |                 |                             |                 |            |
| 56 | 7         | Big Time – Entscheidung         | Big Time Decision    | 29. Sep. 2012        | 15. Feb. 2013                              | Jonathan Judge  | Lazar Saric & Jed Spingarn  | 2,4 Mio.        | 307        |
| Jo kehrt aus Neuseeland zurück, da ihre Filmkarriere dort schlecht anlief, und hegt immer noch Gefühle für Kendall, der sich nun zwischen ihr und Lucy entscheiden muss, diese Entscheidung aber hinauszuzögern versucht, indem er sich vor beiden versteckt. Inzwischen muss sich Carlos entscheiden, ob er die letzte Dose eines Getränks, das vor Zombie-Angriffen schützt, lieber seinem Freund James oder Bitters, der es bezahlen möchte, gibt. Katie wird inzwischen dank Griffin Chefin von Roque Records und kündigt nach drei Stunden, da sie nur eine Bescheinigung für die Schule brauchte. In der letzten Szene klopft Kendall an Jos Tür. |           |                                 |                      |                      |                                            |                 |                             |                 |            |
| 57 | 8         | Big Time – Babysitter           | Big Time Babysitting | 13. Okt. 2012        | 22. Feb. 2013                              | Jonathan Judge  | Dan Serafin                 | 2,8 Mio.        | 308        |
| Kendall und Logan müssen auf einen alten Rockstar aufpassen, der nur Unsinn macht und sich selbst in Gefahr bringt. Carlos und James werden Babysitter für Katie, die die Wohnung nicht verlassen darf. Außerdem versucht Kendall ein perfektes Geschenk für Jo zu machen, damit sie sich wieder näherkommen. |           |                                 |                      |                      |                                            |                 |                             |                 |            |
| 58 | 9         | Big Time – Goldene Schallplatte | Big Time Gold        | 20. Okt. 2012        | 29. Okt. 2013                              | Nisha Ganatra   | Mark Fellows & Keith Wagner | 2,6 Mio.        | 311        |
| Kendall hat als Geburtstagsgeschenk für Jo eine goldene Halskette gekauft, doch als Camille sie bei Logan sieht, glaubt sie, es wäre ein Geschenk für sie zu ihrem Kennenlerntag, und Logan bringt es nicht übers Herz, ihr die Wahrheit zu sagen, und so versuchen Logan und Kendall abwechselnd die Kette ihren Freundinnen zu überlassen, bis sie eine zweite kaufen können. Doch da Jo und Camille beste Freundinnen sind, finden sie heraus, was los ist. Inzwischen versuchen James und Carlos, die Goldene Schallplatte von Big Time Rush abzuspielen und stellen fest, dass es sich nur um eine alte Schallplatte handelt, die übrig war und mit Gold überzogen wurde.                                                                                    |           |                                 |                      |                      |                                            |                 |                             |                 |            |
| 59 | 10        | Big Time – Campen               | Big Time Camping     | 27. Okt. 2012        | 1. März 2013                               | David Kendall   | Lazar Saric                 | 2,5 Mio.        | 309        |
| Big Time Rush möchte im Wald campen, doch Gustavo verbietet es ihnen, draußen zu übernachten. Camille, Jo und die Jennifers nehmen zum Camping mit in ein Fernsehstudio, das als Waldkulisse umgebaut wurde, um so Gustavos Verbot nicht zu brechen. Als die Jungs in der Garderobe nach warmen Klamotten suchen, schlüpft Logan in ein Bärenkostüm und wird von einer Filmcrew fälschlicherweise für einen Stuntman gehalten, auf den dann Ninjas losgehen, wovor ihn die anderen zusammen mit Gustavo und Kelly, die mittlerweile eingetroffen sind, retten können. Die Jennifers werden vom Sicherheitspersonal aufgegriffen und verhaftet, woraus Carlos sie befreit. Katie und ihre Mutter campen in einer Warteschlange für das neue Tablet namens iSlab 3. |           |                                 |                      |                      |                                            |                 |                             |                 |            |
| 60 | 11        | Big Time – Rettung              | Big Time Rescue      | 3. Nov. 2012         | 28. Okt. 2013                              | Joe Menendez    | Lazar Saric                 | 2,6 Mio.        | 310        |
| Carlos hat eine neue Freundin, Jennifer 2, seitdem er sie gerettet hat, doch sie ist in der Beziehung sehr dominant und bestimmt, was Carlos darf und was nicht. Kendall und Jo versuchen, das zu verhindern, und finden dabei heraus, dass Jennifer ihn um den Finger wickelt, indem sie ihn küsst oder das auch nur in einer Geste andeutet. Logan und James suchen einen Platz für die Hunde aus dem Tierheim, die eingeschläfert werden sollen, und bringen sie schließlich ins neue Musikvideo von Big Time Rush. Katie ist zusammen mit Gustavo in seinem neuen begehbaren Safe gefangen, weil er sein Passwort vergessen hat. |           |                                 |                      |                      |                                            |                 |                             |                 |            |
| 61 | 12        | Big Time – Pannenshow           | Big Time Bloopers    | 10. Nov. 2012        | 30. Okt. 2013                              | Scott Fellows   | Dan Serafin                 | 2,5 Mio.        | 312        |
| Die Jungs zerstören versehentlich das Band für die neue Folge, und machen kurzfristig eine Folge mit Patzern und Pannen vom Dreh der Serie. |           |                                 |                      |                      |                                            |                 |                             |                 |            |

## Staffel 4
Die Erstausstrahlung der vierten Staffel war vom 2. Mai bis zum 25. Juli 2013 auf dem US-amerikanischen Sender Nickelodeon zu sehen. Es ist die letzte Staffel der Serie. Die deutschsprachige Erstausstrahlung erfolgt vom 27. September bis zum 15. November 2013 auf Nickelodeon.
| Nr. (ges.) | Nr. (St.) | Deutscher Titel         | Originaltitel      | Erstausstrahlung USA | Deutschsprachige Erstausstrahlung (D/A/CH) | Regie                | Drehbuch                    | Zuschauer (USA) | Prod. Code |
| --- | --------- | ----------------------- | ------------------ | -------------------- | ------------------------------------------ | -------------------- | --------------------------- | --------------- | ---------- |
| 62 | 1         | Big Time Invasion       | Big Time Invasion  | 2. Mai 2013          | 31. Okt. 2013                              | Savage Steve Holland | Scott Fellows               | 1,9 Mio.        | 401        |
| Die britischen Boybands One Direction und The Wanted planen eine „Invasion“ der USA mit großen Tourneen dort. Big Time Rush befürchtet, dadurch in der Bedeutungslosigkeit zu verschwinden und begibt sich auf die Suche nach einem neuen Manager für die Band. Doch die Jungs können sich nicht einigen und so gehen Kendall und Carlos zu einem, Logan und James zu einem anderen Manager, die jeweils Auftritte buchen, doch die beiden Teams versuchen sich gegenseitig zu sabotieren, sodass die neuen Manager die Nase voll haben und die Jungs zu Gustavo zurückkehren. Inzwischen sucht Katie im Palmwoods nach einer neuen Freundin, um sich mit ihr über Jungs unterhalten zu können, doch Bitters versucht, nur noch Geschäftsleute in das Hotel zu bringen. Um das zu unterbinden, legt sie zusammen mit Buddah Bob die Internetverbindung lahm. Gaststar: Gavin DeGraw als er selbst |           |                         |                    |                      |                                            |                      |                             |                 |            |
| 63 | 2         | Big Time – Skandal      | Big Time Scandal   | 9. Mai 2013          | 1. Nov. 2013                               | Savage Steve Holland | Lazar Saric                 | 1,9 Mio.        | 402        |
| Big Time Rush sehen sich mit mehreren Skandalen konfrontiert: Lucy hat ihre Single „You Dumped Me for Her“ (deutsch: „Du hast mich für sie verlassen“) veröffentlicht, die sich augenscheinlich auf Kendall bezieht. Ein Reporter fotografiert Carlos, wie er eine Biene erschlägt, doch auf dem Bild sieht es so aus, als würde er eine alte Frau schlagen. James verbreitet das Gerücht, er würde mit Cher Lloyd an einer Kollaboration arbeiten, die ihn daraufhin zur Rede stellt. Am Ende gibt Lucy auf einer Pressekonferenz zu, dass ihr Song nicht über Kendall ist, außerdem zeigen Überwachungsaufnahmen, dass Carlos der Frau nur helfen wollte und Cher macht auf Wunsch ihrer Fans ein Video mit James. Gaststar: Cher Lloyd als sie selbst |           |                         |                    |                      |                                            |                      |                             |                 |            |
| 64 | 3         | Big Time – Lügen        | Big Time Lies      | 16. Mai 2013         | 4. Nov. 2013                               | Jonathan Judge       | Dan Serafin                 | 1,6 Mio.        | 403        |
| Lucy möchte Kendall zurückgewinnen, doch auf Katies Rat hin verschweigt er das seiner Freundin Jo gegenüber. James und Carlos beschädigen versehentlich Gustavos Büroeinrichtung. Um ihre Schuld zu verschweigen, erfinden sie vor der Polizei eine Geschichte, dass ein Cowboy-Pirat dafür verantwortlich ist. Logan gibt mithilfe seines Arztes vor Camille vor, krank zu sein, um nicht mit ihr zu einer Aufführung zu gehen, doch sie durchschaut ihn und er geht doch mit, und ihm gefällt es sogar, im Gegensatz zu Camille. James und Carlos gestehen schließlich auch ihre Schuld, nachdem Gustavo beinahe für den Einbruch im Gefängnis gelandet wäre. |           |                         |                    |                      |                                            |                      |                             |                 |            |
| 65 | 4         | Big Time Bonus          | Big Time Bonus     | 23. Mai 2013         | 5. Nov. 2013                               | Stewart Schill       | Mark Fellows & Keith Wagner | 1,9 Mio.        | 404        |
| Griffin gibt jedem der Bandmitglieder 5000 Dollar, um am folgenden Tag zu sehen, ob sie verantwortungsvoll damit umgehen können, falls ja, würde er ihre Konten mit den Einnahmen aus dem Musikgeschäft freigeben, die bis zum Alter von 21 Jahren gesperrt sind. James kauft sich eine Schlange, um bei Lucy zu landen, die jedoch Schlangen hasst, und muss das Reptil dann im Palmwoods suchen. Kendall will auf Katies Empfehlung mit Commodities handeln, kauft jedoch keine Zertifikate, sondern einen LKW voll Orangen. Carlos leistet sich einen persönlichen Assistenten, und Logan wechselt das ganze Geld in Ein-Dollar-Noten, um exzessiv Trinkgelder zu verteilen, sodass alle am folgenden Tag ihren Bonus verprasst haben. Carlos Assistent arrangiert den Verkauf der Orangen, womit sie wieder die 20000 Dollar haben. |           |                         |                    |                      |                                            |                      |                             |                 |            |
| 66 | 5         | Big Time – Gastauftritt | Big Time Cameo     | 30. Mai 2013         | 6. Nov. 2013                               | Savage Steve Holland | Jed Spingarn                | 1,7 Mio.        | 405        |
| Nach zahlreichen Gastauftritten in Fernsehsendungen beschließen die Jungs von Big Time Rush, keine solchen mehr zu machen. Doch als Gustavo einen Auftritt für sie in der Serie „Coco.O“ arrangiert, stimmen sie auf Carlos Wunsch hin doch zu, der sich in die Hauptdarstellerin Dara verliebt hat. Am Set stellen sie fest, dass Dara sehr unter ihrer bösen Stiefmutter leidet, die sie immerzu kontrolliert und gleichzeitig Produzentin der Serie ist. So will sie mit aller Macht einen Kuss zwischen Dara und Carlos verhindern. Zusammen mit Kendall startet er mehrere Versuche, sie dennoch zu küssen. Inzwischen schleichen sich Logan und James ans Set der Kindersendung „Yo Gabba Gabba“, um sich dort am Buffet zu bedienen, werden deswegen herausgeworfen, einigen sich aber schließlich mit den Schauspielern und dürfen bleiben, wenn sie im Gegenzug einen Gastauftritt in Yo Gabba Gabba übernehmen. Gustavo ändert zusammen mit Katie und Kelly das Drehbuch von Coco.O um die Band in ein besseres Licht zu rücken. Am Ende gelingt es Katie durch Androhung, eine kompromittierende Videoaufnahme zu veröffentlichen, die Stiefmutter zu zwingen, Dara ihr eigenes Leben leben zu lassen. Gaststars: Scott Baio als er selbst und Lucas Cruikshank als er selbst |           |                         |                    |                      |                                            |                      |                             |                 |            |
| 67 | 6         | Big Time Tour Bus       | Big Time Tour Bus  | 6. Juni 2013         | 27. Sep. 2013                              | Carlos Pena          | Scott Fellows               | 1,7 Mio.        | 411        |
| Victoria Justice tritt gemeinsam mit Big Time Rush auf, doch die Jungs verspäten sich mal wieder, diesmal, weil sie im Stau stehen. James will nicht mehr zusammen mit Logan in einem Tourbus fahren, und geht in den anderen, wo Kendall und Carlos sind. Später stellt er jedoch fest, was Logan alles für ihn getan hat und kehrt zu ihm zurück. Inzwischen geht Victoria ihr Repertoire zur Neige und sie singt sogar mitten im Sommer Weihnachtslieder, da sie keine anderen mehr auf Lager hat und Big Time Rush noch nicht da ist. Gaststar: Victoria Justice als sie selbst |           |                         |                    |                      |                                            |                      |                             |                 |            |
| 68 | 7         | Big Time – Streiche 2   | Big Time Pranks II | 13. Juni 2013        | 7. Nov. 2013                               | Jonathan Judge       | Lazar Saric                 | 1,9 Mio.        | 406        |
| Es ist wieder soweit, der alljährliche „Prank Day“ findet wieder im Palmwoods statt. Diesmal spielen die Erwachsenen (Mrs. Knight, Bitters, Buddah Bob, Gustavo, Kelly und Griffin), die den Prank Day abschaffen wollen, sollten sie gewinnen, gegen die Kinder (Kendall, James, Logan, Carlos, Lucy, Camille und Jo). Dabei spielen sich die Teams gegenseitig solange Streiche (wer ausgetrickst wird, ist raus), bis nur noch einer übrig ist. Währenddessen macht James Lucy Avancen, die nach mehreren Versuchen dann ganz angetan scheint. Am Ende ist Mrs. Knight die Gewinnerin, und kündigt sogleich, entgegen dem ursprünglichen Plan, den nächsten Prank Day an. |           |                         |                    |                      |                                            |                      |                             |                 |            |
| 69 | 8         | Big Time – Spritztour   | Big Time Rides     | 20. Juni 2013        | 8. Nov. 2013                               | Savage Steve Holland | Keith Wagner                | 2,2 Mio.        | 407        |
| James erwirbt ein Motorrad, um Lucy zu beeindrucken, und stellt fest, dass er gar nicht Motorrad fahren kann. Kendall zeigt Jo, wie man ein Auto mit Schaltgetriebe fährt. Da Gustavo der Einzige weit und breit ist, der ein solches besitzt, nutzen sie seins. Carlos und Logan fahren inzwischen mit einem kleinen Handwagen, zur Erinnerung an ihre Kindheit. |           |                         |                    |                      |                                            |                      |                             |                 |            |
| 70 | 9         | Big Time Test           | Big Time Tests     | 27. Juni 2013        | 11. Nov. 2013                              | Savage Steve Holland | Mark Fellows                | 1,9 Mio.        | 408        |
| Logan belegt den MCAT, einen Zulassungstest fürs Medizinstudium, und bringt Carlos als eine Art Glücksbringer mit. Trotz dass er überall nur rät besteht Carlos den Test, sogar besser als Logan, woraufhin bei Logan Selbstzweifel aufkommen. James Freundin Lucy ist in Europa auf Tour, und er nervt seine Freunde, indem er sie ständig Beziehungstests aus Zeitschriften unterzieht. Griffin missbraucht Katie, Gustavo und Kelly als Versuchskaninchen für neue Produkte seiner Firma und bringt diese dabei in Gefahr. |           |                         |                    |                      |                                            |                      |                             |                 |            |
| 71 | 10        | Big Time Cartoon        | Big Time Cartoon   | 11. Juli 2013        | 12. Nov. 2013                              | Jonathan Judge       | Scott Fellows               | 1,9 Mio.        | 409        |
| Die Jungs können wählen, ob es ein auf Big Time Rush basiertes Videospiel oder eine Cartoonserie geben soll. Sie entscheiden sich für das Spiel, wofür sie für das Motion Capture in grüne Kanzkörperkostüme schlüpfen müssen. Doch sie sperren sich versehentlich aus und sind nun so in den Straßen Los Angeles unterwegs, wo sie für Aliens gehalten werden. Daraufhin entscheiden sie sich doch für den Cartoon. Inzwischen erleidet Buddah Bob eine Psychose und glaubt, er wäre der wünscherfüllende Elf Cosmo aus Cosmo und Wanda. Gaststar: Butch Hartman als er selbst |           |                         |                    |                      |                                            |                      |                             |                 |            |
| 72 | 11        | Big Time – Ausstieg     | Big Time Break Out | 18. Juli 2013        | 13. Nov. 2013                              | Jonathan Judge       | Nate Knetchel               | 2,0 Mio.        | 410        |
| Auf der Plattenfirma anlässlich der dritten Albums von Big Time Rush fragt Griffin die Jungs, wer von ihnen seinen großen Durchbruch als Solokünstler erleben wird. Carlos will auf dem Broadway auftreten, Logan seine eigene Fernsehsendung moderieren, James will ein eigenes Album machen und Kendall lediglich die Band zusammenhalten. |           |                         |                    |                      |                                            |                      |                             |                 |            |
| 73–74 | 12–13     | Big Time Träume         | Big Time Dreams    | 25. Juli 2013        | 15. Nov. 2013                              | Savage Steve Holland | Scott Fellows & Lazar Saric | 2,4 Mio.        | 412–413    |
| Gaststars: Alexa Vega als sie selbst, Nick Cannon als er selbst, Austin Mahone als er selbst, Karmin als sie selbst, Ryan Newman als sie selbst und Mindless Behavior als sie selbst |           |                         |                    |                      |                                            |                      |                             |                 |            |